# Charles Ericksen
Charles Ericksen (né le 20 juin 1875 en Norvège et mort le 23 février 1916 à New York) est un lutteur sportif américain d'origine norvégienne.

## Biographie
Charles Ericksen obtient une médaille d'or olympique, en 1904 à Saint-Louis en poids mi-moyens.
En 2012, les historiens norvégiens ont trouvé des documents prouvant qu'Ericksen n'a reçu la citoyenneté américaine que le 22 mars 1905. Les historiens ont donc demandé que l'or d'Ericksen soit comptabilisé pour la Norvège et cela contre la volonté d'Ericksen.